# 鮑友智
鮑友智（？—1838年），字蘭舟、臨川，號蘭舟，安徽省六安直隸州（今安徽省六安市）人，清朝軍事將領、武進士出身。
乾隆五十八年，登一甲二名武進士，授二等侍衛上行走。嘉慶四年，任廣西鬱林營參將。嘉慶十年，任撫標中軍參將。嘉慶十二年，改任慶遠協副將。嘉慶十八年，改江南江寧城守營副將。嘉慶二十年，授總兵銜；次年任湖南永州鎮總兵官。道光十二年，任湖南永州鎮總兵官。